# Lysiteles wenensis
Lysiteles wenensis är en spindelart som beskrevs av Song 1995. Lysiteles wenensis ingår i släktet Lysiteles och familjen krabbspindlar. Inga underarter finns listade i Catalogue of Life.